# Sheykhvānlū-ye Pa'īn
Sheykhvānlū-ye Pa'īn (persiska: Sheykhvānlū-ye Pa’īn, Sheykhvānlū-ye Soflá, شیخوانلوی پايین) är en ort i Iran.   Den ligger i provinsen Khorasan, i den nordöstra delen av landet, 700 km öster om huvudstaden Teheran. Sheykhvānlū-ye Pa'īn ligger 808 meter över havet och antalet invånare är 226.
Terrängen runt Sheykhvānlū-ye Pa'īn är kuperad. Runt Sheykhvānlū-ye Pa'īn är det ganska glesbefolkat, med 28 invånare per kvadratkilometer. Närmaste större samhälle är Jashnābād, 12,4 km sydost om Sheykhvānlū-ye Pa'īn. Trakten runt Sheykhvānlū-ye Pa'īn består i huvudsak av gräsmarker.